# Susanna Foster
Susanna Foster, nata Suzanne DeLee Flanders Larson (Chicago, 6 dicembre 1924 – Englewood, 17 dicembre 2009), è stata un'attrice statunitense.

## Filmografia
- The Great Victor Herbert, regia di Andrew L. Stone (1939)
- Magia della musica (The Hard-Boiled Canary), regia di Andrew L. Stone (1941)
- Glamour Boy, regia di Ralph Murphy (1941)
- Signorine, non guardate i marinai (Star Spangled Rhythm), regia di George Marshall (1942) - non accreditata
- Il fantasma dell'Opera (Phantom of the Opera), regia di Arthur Lubin (1943)
- Il capo famiglia (Top Man), regia di Charles Lamont (1943)
- La nave della morte (Follow the Boys), regia di Eddie Sutherland (1944) - non accreditata
- This Is the Life, regia di Felix E. Feist (1944)
- La voce magica (The Climax), regia di George Waggner (1944)
- Due gambe... un milione! (Bowery to Broadway), regia di Charles Lamont (1944)
- La città proibita (Frisco Sal), regia di George Waggner (1949)
- Stanotte t'ho sognato (That Night with You), regia di William A. Seiter (1945)
- Detour, regia di Wade Williams (1992)

## Doppiatrici italiane
- Renata Marini in Il fantasma dell'opera, La voce magica
- Cristina Giachero in Il fantasma dell'opera (ridoppiaggio)